# Claude Ambroise Régnier, duc de Massa

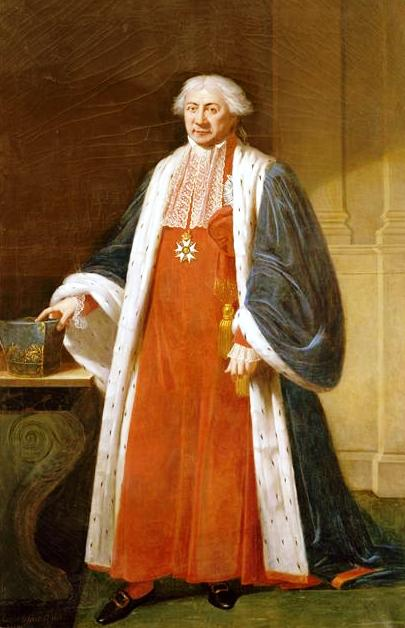
Claude Ambroise Régnier, gemalt von Robert Lefèvre

Claude Ambroise Régnier, duc de Massa (* 6. April 1746 in Blâmont (im damaligen Herzogtum Lothringen, heute im Département Meurthe-et-Moselle); † 24. Juni 1814 in Paris) war ein französischer Staatsmann und Justizminister unter Napoleon Bonaparte.

## Leben
Claude Ambroise Régnier studierte Rechtswissenschaften und wurde einer der geschätztesten Advokaten beim Parlament von Nancy. Kurz vor Ausbruch der Französischen Revolution, die er enthusiastisch begrüßte, wurde er vom Bezirk Nancy am 6. April 1789 zum Deputierten des Dritten Standes bei den Generalständen ernannt. Dort gehörte er, obwohl gemäßigt, zu den Linken und war als tüchtiger Jurist insbesondere in den Ausschüssen für die Organisation der Justiz und neuen Verwaltung tätig. Nach dem missglückten Fluchtversuch des Königs Ludwig XVI. wurde er am 22. Juni 1791 als Kommissar  in die Départements des Rheins geschickt, um dort den Eid der Truppen zu erhalten und die Ruhe aufrechtzuerhalten. Nach der Auflösung der Konstituante zog er sich auf seine Güter zurück und entging dort den Verfolgungen der Terrorherrschaft.
Am 15. Oktober 1795 vom Département Meurthe zu dessen Vertreter in den Rat der Alten gewählt, bekannte er sich auch hier zu einem gemäßigten System.  Vom 20. Februar 1796 bis zum 21. März 1796 und vom 20. Mai 1798 bis zum 19. Juni 1798 amtierte er als Präsident des Rats der Alten. Am 12. April 1799 von neuem zum Mitglied des Rats der Alten gewählt, schloss er sich Napoleon nach dessen Rückkehr aus Ägypten eng an und trug wesentlich zu dessen Staatsstreich vom 18. Brumaire (9. November 1799) bei, indem er die Verlegung des Rates der Alten und des Gesetzgebenden Körpers nach Saint-Cloud vorschlug.

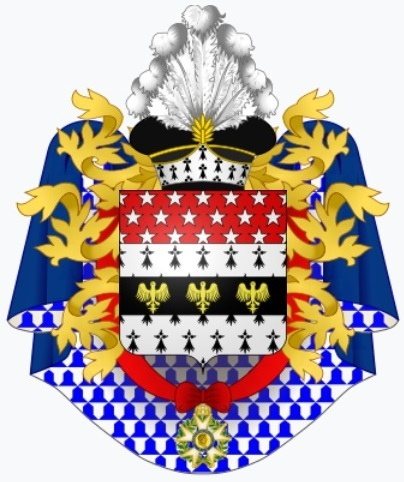
Wappen Régniers als Herzog von Massa

Am 25. Dezember 1799 in den Staatsrat berufen, arbeitete Régnier bei den Finanzen sowie am Code civil mit und vereinigte seit dem 14. September 1802 unter dem Titel eines Großrichters (grand juge) die Ministerien der Justiz und Polizei unter seiner Führung. Er leitete den Prozess gegen Cadoudal und Pichegru. Danach musste er aber die Führung des Polizeiministeriums am 10. Juli 1804 an Fouché abgeben, behielt aber jene des Justizministeriums. Er wurde am 14. Juni 1804 zum Großoffizier und am 2. Februar 1805 zum Großkreuz der Ehrenlegion, am 24. April 1808 im napoleonischen Adel (noblesse impériale) zum Grafen des Kaiserreichs und am 15. August 1809 zum Herzog von Massa (duc de Massa) ernannt.
Am 20. November 1813 legte Régnier das Amt des Justizministers nieder und wurde Staatsminister und Präsident des Corps législatif, dessen Opposition er aber trotz aller Anstrengung nicht zu hemmen vermochte. Bei der ersten Restauration der Bourbonen verlor er seine sämtlichen Ämter und starb am 24. Juni 1814 im Alter von 68 Jahren in Paris.